# Vista Alegre Sur
Vista Alegre Sur es una localidad argentina ubicada en el departamento Confluencia de la provincia del Neuquén; pertenece al municipio de Vista Alegre, que incluye también a Vista Alegre Norte. Se encuentra 1 km al este de la ruta provincial 7, y a 800 metros del río Neuquén. Es un desprendimiento de la colonia norte de Centenario, irrigada mediante canales por el agua del río Neuquén.
Además de los cultivos frutales presentes en toda la zona hay una empresa dedicada al cultivo de gírgolas.

## Población
Contó con 1,513 habitantes (Indec, 2010), lo que representó un incremento del 25,66 % frente a los 1,204 habitantes (Indec, 2001) del censo anterior. 
El censo 2022 registró una población de 1958 habitantes que se repartieron entre 977 hombres y 981 mujeres. Sin embargo, las cifras obtenidas fueron estimativas solo teniendo en cuenta a la población en viviendas particulares; es decir, excluyendo del dato a la población institucional y las personas sin hogar. Gracias a este censo también fue posible conocer su densidad y tamaño urbano. A partir de este censo la localidad paso a integrar formalmente el conurbano del área metropolitana de Neuquén junto con las poblaciones de Centenario y gran parte de General Fernández Oro.
| Gráfica de evolución demográfica de Vista Alegre Sur entre 1991 y 2022 |
|                                                                        |
| Fuente: Censos nacionales del INDEC                                    |